# Henry's House
Henry's House è un videogioco platform del 1984 per Commodore 64 e del 1987 per Atari 8-bit, creato da Chris Murray per English Software, simile a Jet Set Willy.
Il gioco, prodotto nel Regno Unito, è vagamente basato sul principe Henry del Galles che era nato di recente. La "casa di Henry" del titolo, in cui si svolge l'azione, ha infatti alcuni particolari di una casa regale.

## Modalità di gioco
Lo scopo del gioco è esplorare la casa del protagonista (Henry appunto), che si è rimpicciolito, attraversandone le otto stanze a schermata fissa, formate da un complesso intrico di piattaforme, scale verticali e oggetti mobili.
La colonna sonora iniziale è Rule, Britannia! e le stanze sono nell'ordine: l'ingresso, il bagno, la cucina, il soggiorno, la stanza dei giochi, la stanza da letto del piccolo Henry, la cucina padronale e per finire la cantina con la vistosa bara di Dracula.
Per passare da una stanza alla successiva è necessario raccogliere tutti gli oggetti piccoli e raggiungere l'uscita, evitando gli oggetti grossi e pericolosi della casa e le cadute da altezze eccessive.
Tra gli oggetti da recuperare in ogni livello c'è una chiave, che appare solo dopo aver compiuto qualche particolare azione.

## Sviluppo
Secondo un commento sul sito Lemon64 di un utente che afferma di essere Chris Murray, l'autore aveva solo 16 anni quando ha programmato il gioco per Commodore 64, che doveva inizialmente intitolarsi Home Sweet Home, poi l'editore English Software decise di approfittare della nascita del principe per dargli una tematica celebre (come fece anche Bad Taste Software con il meno riuscito Di's Baby).
Lo stesso Murray sviluppò la conversione per Atari del 1987, edita da Mastertronic.

## Accoglienza
Henry's House fu quasi sempre molto apprezzato dalla stampa di settore, almeno nella versione Commodore 64.
Commercialmente, secondo l'autore Chris Murray, la versione C64 a prezzo pieno ebbe successo, ma quella successiva economica per Atari ne ebbe molto di più. Per oltre un anno gli fece guadagnare 500-1000 sterline al mese di royalty, cifre relativamente notevoli, e molto più di quanto avesse guadagnato con la versione C64, nonostante ricevesse solo 10 centesimi per copia Atari venduta, un decimo del guadagno per copia C64.
Philip Morris, titolare dell'English Software, sostiene che inviò una copia del gioco al principe Carlo e ricevette con piacere un ringraziamento.